# Енево (Добричская область)
Енево (болг. Енево) — село в Болгарии. Находится в Добричской области, входит в общину Добричка. Население составляет 233 человека.

## Политическая ситуация
В местном кметстве Енево, в состав которого входит Енево, должность кмета (старосты) исполняет Ремзи Февзи Кямил (Движение за права и свободы (ДПС)) по результатам выборов.
Кмет (мэр) общины Добричка — Петко Йорданов Петков (Болгарская социалистическая партия (БСП)) по результатам выборов.